# Sărutări
Sărutări este un film românesc din 1969 regizat de Ion Popescu Gopo.